# 팻 로버트슨

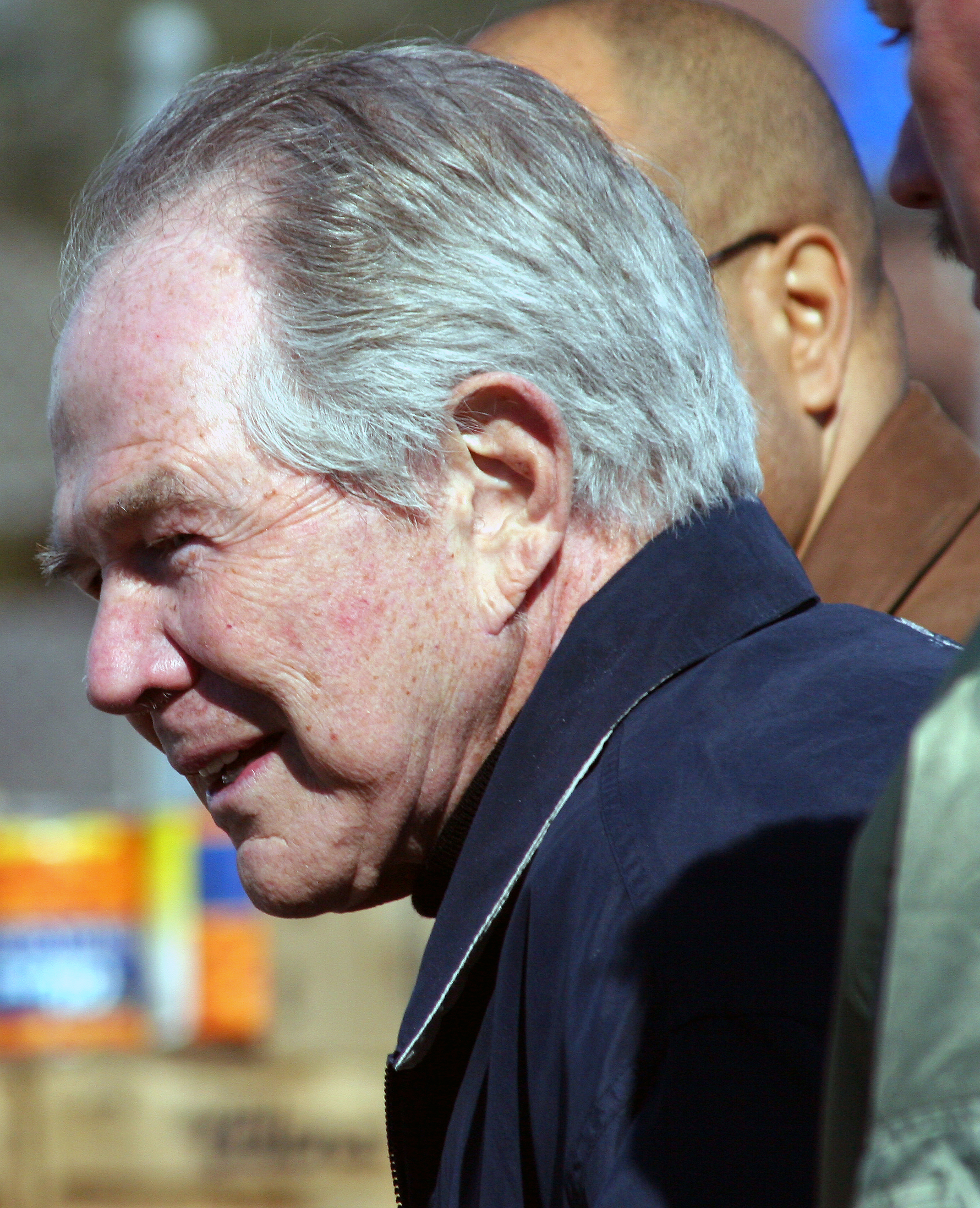

팻 로버트슨(영어: Pat Robertson, 1930년 3월 22일~2023년 6월 8일)은 미국의 전도사이며, 성경 주석가이다. 미국의 복음주의의 카리스마 영성운동가이다.

## 정치적 활동
그는 2007년 대통령 선거에서 루돌프 줄리아니를 지지하는 성명을 내었다.
그는 마리화나 합법화를 주장하며, 이것이 금주법처럼 비슷한 결과를 가져올 것으로 주장하였다. 하지만, 2014년에는 같은 법을 반대하는 것으로 입장을 선회하였다.

## 비판 사례
그는 하나님의 치료능력을 강조하였으며 이를 반대하는 자들을 적그리스도의 영을 받은 자라고 주장하였다. 그는 허리케인을 막아달라고 기도하였으며, 힌두교를 마귀적이며 이슬람교를 사탄적이라고 주장하였다. 또한, 페미니즘, 동성애와 낙태운동을 강력하게 비난하였다.

## 같이 보기
- 기독교 근본주의
- 기독교 우파
- 기독교 시온주의